# Chartreusegems
De chartreusegems (Rupicapra rupicapra cartusiana) is een ondersoort van de gems (Rupicapra rupicapra). De chartreusegems heeft een geïsoleerd voorkomen en is endemisch voor het massief van de Chartreuse in Frankrijk, in de omgeving van de stad Grenoble. Zijn verspreidingsgebied heeft slechts een grootte van 350 km² en kan hier gevonden worden op een hoogte tussen de 600 en 2.000 meter.

## Status en bedreigingen
In de jaren 70 lag het aantal chartreusegemzen op 300 à 400 individuen. In 1986-1987 was het aantal tot een dieptepunt van 150 individuen gezakt. Hierna volgde een sterke toename en in 2006 lag het aantal op circa 2.000 individuen. De ondersoort staat als kwetsbaar vermeld op de Rode Lijst van de IUCN.
Het grootste gevaar voor het voortbestaan van de chartreusegems is de introductie van de alpengems (Rupicapra rupicapra rupicapra) in 1974, in een deel van het massief waar de chartreusegems was uitgestorven. Het risico bestaat dat de twee ondersoorten op den duur met elkaar in aanraking komen en er genetische vervuiling gaat optreden. Andere bedreigingen zijn de concurrentie voor leefruimte met gedomesticeerde dieren, edelherten (Cervus elaphus), reeën (Capreolus capreolus) en de geïntroduceerde Europese moeflon (Ovis orientalis musimon). Ook overbejaging en stroperij waren een groot probleem, maar dankzij een beschermingsprogramma is de jacht beter gereguleerd.